# 川重商事
川重商事株式会社（かわじゅうしょうじ、英: Kawasaki Trading Co., Ltd.）は、兵庫県神戸市中央区海岸通と東京都千代田区神田錦町に本社（登記上の本店は神戸市中央区）を置く、川崎重工グループの専門商社。

## 沿革
- 1951年（昭和26年） - 宝産業株式会社として設立。資本金200万円。
- 1953年（昭和29年） - 川崎商事株式会社に商号変更、資本金を400万円とする。
- 1962年（昭和40年） - 資本金2000万円に増資。
- 1963年（昭和41年） - 資本金4000万円に増資。
- 1968年（昭和46年） - 資本金1億円に増資。
- 1974年（昭和50年） ‐ 川崎汽船株式会社系列の新川崎物産株式会社と合併し、川重商事株式会社に商号変更。資本金3億円に増資
- 1978年（昭和54年） - 資本金6億円に増資。
- 2021年（令和3年） - 川崎重工業と合弁でカワサキグリーンエナジー株式会社を設立（出資比率27.2%）

## 事業所
- 神戸本社（登記上の本店）
  - 神戸市中央区 海岸通8　神港ビル3階
- 東京本社
  - 東京都千代田区神田錦町3丁目13　竹橋安田ビル5階
- 大阪支店
  - 大阪市北区曾根崎2丁目12-7　清和梅田ビル12階
- 名古屋営業所
  - 名古屋市中村区名駅3丁目25-9　堀内ビル8階
    - 他全国に営業所、事業所、リモートインフォメーションセンターを設置（国内23拠点）
    - 海外拠点は米国、中国、台湾、フィリピン、ベトナム、シンガポールに設置（海外6拠点）